# Igor Armaș
Igor Armaș est un footballeur international moldave né le 14 juillet 1987 à Chișinău. Il évolue actuellement au poste de défenseur central au FC Voluntari.

## Carrière
Formé au FC Zimbru Chișinău, Igor Armaș évolue à partir de 2004 en Divizia A avec l'équipe réserve puis intègre l'équipe première en 2007. 
Meilleur défenseur du championnat moldave en 2008, il signe en  2009 au Hammarby IF. En janvier 2010, il signe pour le club russe du Kouban Krasnodar qui vient d'être relégué en deuxième division. Le club remonte la saison suivante et termine en 2011 à la sixième place du championnat, sa meilleure performance depuis trente ans.
Igor Armaș inscrit quatre buts au cours de ses sélections en équipe de Moldavie. Il est international moldave depuis 2008.

## Buts en équipe de Moldavie
| # | Date            | Lieu                                            | Adversaire      | Résultat | Compétition                       |
| - | --------------- | ----------------------------------------------- | --------------- | -------- | --------------------------------- |
| 1 | 10 août 2011    | Stade GSP, Nicosie                              | Chypre          | 3 - 2    | Amical                            |
| 2 | 15 octobre 2013 | Podgorica City Stadium, Podgorica               | Monténégro      | 2 - 5    | Éliminatoires Coupe du monde 2014 |
| 3 | 24 mai 2014     | Stade municipal de Chapín, Jerez de la Frontera | Arabie saoudite | 0 - 4    | Amical                            |
| 4 | 28 mars 2016    | Hibernians Ground, Paola                        | Andorre         | 0 - 1    | Amical                            |

## Palmarès
- Vainqueur de la Coupe de Moldavie en 2007 avec le FC Zimbru Chișinău
- Champion de deuxième division russe en 2010 avec le Kouban Krasnodar